# ČT2
ČT2, полное название Česká televize 2 (также известен под именами ČT Dvě и Dvojka) — чешский государственный развлекательный телеканал. Входит в ČT.

## История
Телеканал ČST 2 запущен 10 мая 1970 года и начал тогда же полномасштабное вещание в стране. С 1973 года он перешёл на цветное вещание. В 1990 году во время разделения страны канал был разделён на два телеканала и начал своё вещание под именем ČTV в Чехии и S1 в Словакии. С 1 января 1993 носит название ČT2 и является вторым телеканалом Чешского телевидения.